# Pop Art (álbum)
Pop Art es el primer álbum de la banda británica de pop/rock Transvision Vamp. Se publicó en 1988 y cuenta con el primer sencillo top ten "I Want Your Love". El álbum alcanzó el cuarto puesto en el Reino Unido; en Australia alcanzó el puesto número 13, convirtiéndose en el 25º álbum más vendido de 1989.

## Lista de canciones
1. "Trash City" - 5:09
2. "I Want Your Love" - 3:29
3. "Sister Moon" - 4:23
4. "Psychosonic Cindy" - 3:26
5. "Revolution Baby" - 4:53
6. "Tell That Girl to Shut Up" (Holly Beth Vincent) - 3:06
7. "Wild Star" - 3:23
8. "Hanging Out with Halo Jones" - 4:37
9. "Andy Warhol's Dead" - 3:50
10. "Sex Kick" - 5:44

Todas las canciones escritas por Nich Sayer, excepto "Tell That Girl to Shut Up".

## Créditos

### Transvision Vamp
- Wendy James: cantante
- Nick Christian Sayer: guitarrista
- Dave Parsons: bajo
- Tex Axile: teclados
- Pol Burton: baterías

### Músicos adicionales
- Matthew Seligman – bajo
- Phil Smith – saxofón
- D. Manic B'Man – teclados y programación
- Adam Peters – violonchelo
- Nick Marsh, China Blue, Carol and Karen – coristas

### Producción
- Duncan Bridgeman – producción
- Zeus B. Held – mezcla y producción adicional
- Adam Mosely – ingeniero de grabación
- Philip Bagenal – ingeniero de mezclas

## Lista de éxitos
| Listas en 1988                | Mejor posición |
| ----------------------------- | -------------- |
| Listas musicales de Australia | 13             |
| Lista de Nueva Zelanda        | 50             |
| Lista de Suecia               | 25             |
| Lista de Suiza                | 20             |
| Lista del Reino Unido         | 4              |
| Billboard 200 de EE. UU.      | 115            |